# Ludovic Turpin
Ludovic Turpin (Laval, 22 de març de 1975) és un ciclista francès, professional des del 2000 al 2011.

## Palmarès
- 1999
  - Vencedor d'una etapa al Tour del Tarn i la Garona
- 2003
  - Vencedor d'una etapa al Tour de l'Ain
  - Vencedor d'una etapa a la Ruta del Sud
- 2004
  - Vencedor d'una etapa al Circuit de La Sarthe
- 2005
  - 1r al Gran Premi de la vila de Rennes
- 2006
  - Vencedor d'una etapa al Critèrium del Dauphiné Libéré
- 2007
  - Vencedor d'una etapa al Circuit de Lorena
- 2009
  - Vencedor d'una etapa al Tour de l'Ain
- 2012
  - 1r al Tour de Guadalupe i vencedor de 3 etapes
- 2013
  - Vencedor de 2 etapes al Tour de Guadalupe
- 2017
  - Vencedor d'una etapa a la Volta a la Independència Nacional

### Resultats al Tour de França
- 2001. 78è de la Classificació general
- 2002. 71è de la classificació general
- 2003. 91è de la classificació general
- 2005. 96è de la classificació general
- 2007. 44è de la classificació general

### Resultats a la Volta a Espanya
- 2010. 67è de la Classificació general

### Resultats al Giro d'Itàlia
- 2007. 20è de la Classificació general
- 2009. 64è de la Classificació general
- 2010. 23è de la Classificació general